# Harvest Rain
Harvest Rain je glasbeni projekt Jasona Thompkinsa. Thompkins se je rodil v Južni Karolini v Združenih državah. V glasbi Harvest Rain so vključene tudi spiritualne tematike. Skupina se uvršča v neofolk žanr. 
Teme v glasbi Harvest Rain se pogosto dotikajo narave, duhov, smrti, temne plati zgodovine juga, Hiperboreje/Thule otoka in drugih mitskih tem. 

## Diskografija
- A Frost Comes with the Wind (2002) – demo/CD
- Security of Ignorance (2002) – 10"x12" (White Marbled vinyl)
- Evening and Devotion (2004) – 7"
- Night Chorus (2005) - CD
- Songs from Evening (2005) – CD-R
- Night's Glow (2006) - Digipack CD
- Blood Hymns (2007)
- The Land of Tears is so Mysterious (2010) - CD with 16 Page Booklet of Arctic Photography and Lyrics

## Intervjuji
- Exclusive Harvest Rain Interview at Heathen Harvest